# 훙커우 공원 사건

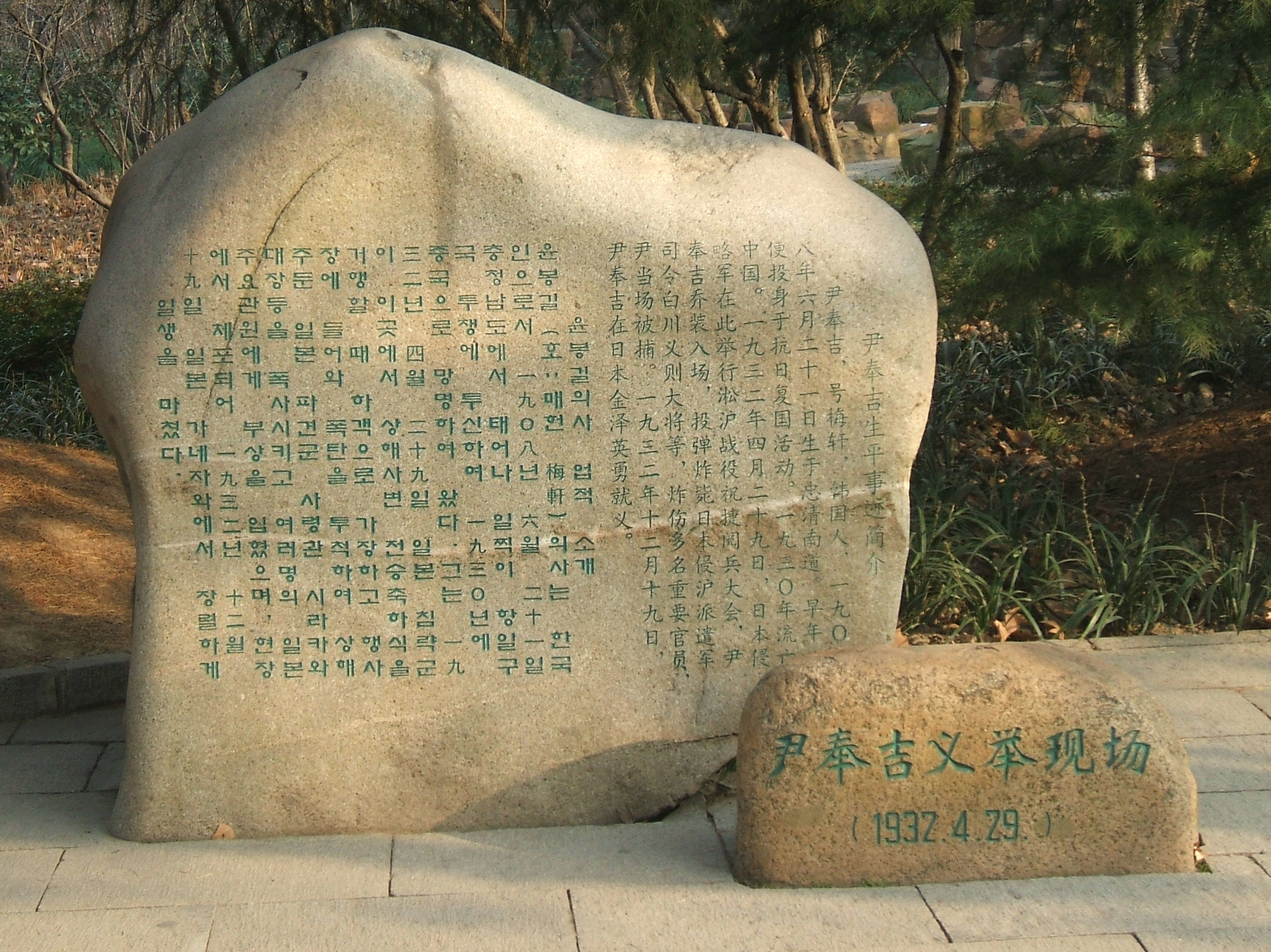
윤봉길의 의거현장 기념비

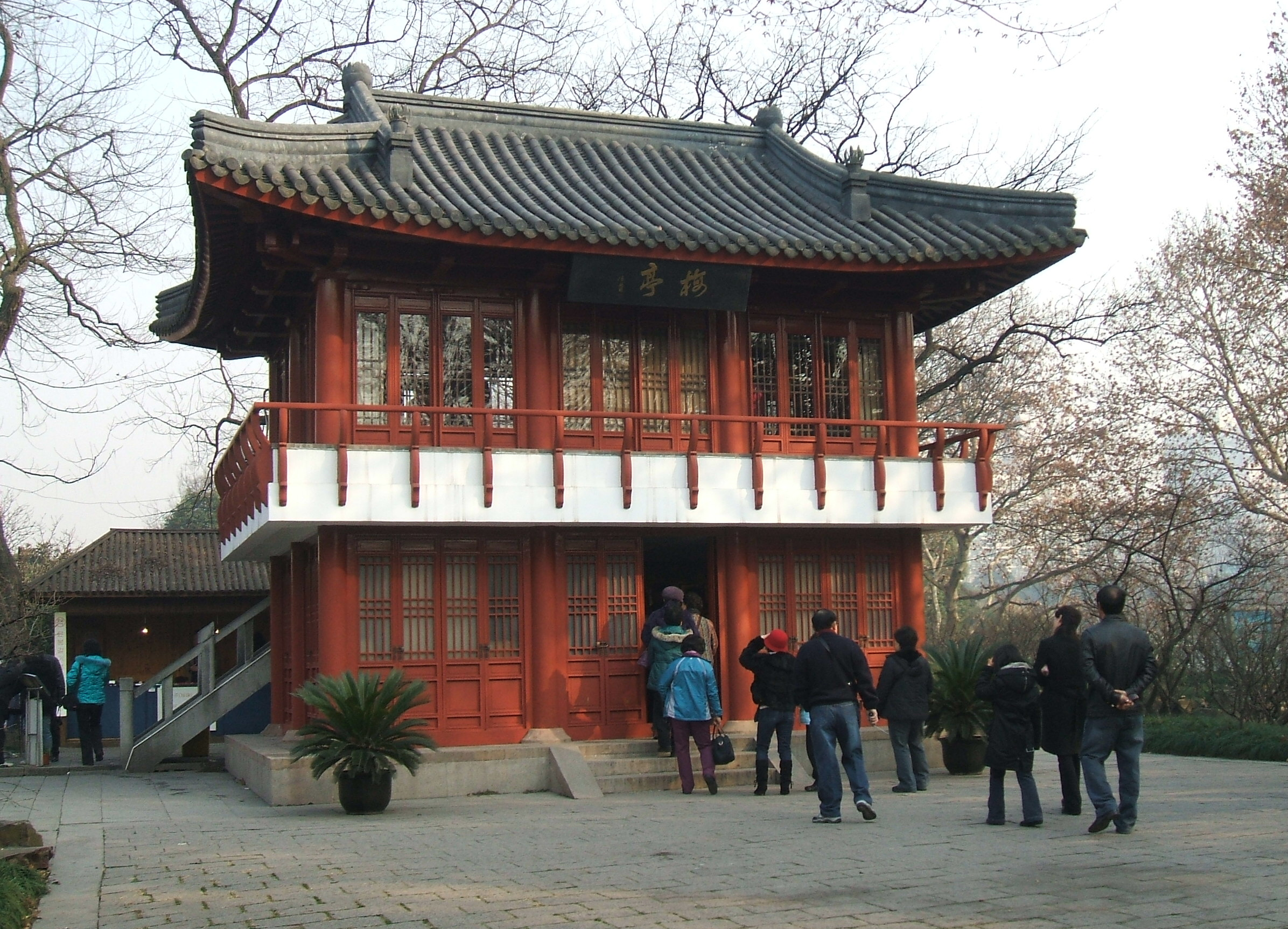
윤봉길의 유적관, 매헌정

훙커우 공원 의거 또는 홍커우 공원 사건(虹口公園事件)은 1932년 4월 29일 중화민국 상하이 훙커우 공원에서 독립운동가 윤봉길이 폭탄을 투척하여 일본 제국의 주요 인사들을 제거하거나 타격을 입힌 사건이다. 이 의거에 김구도 관여하였다.

## 사건의 계획
중화민국 상하이에서 중국인들을 대상으로 채소 장사를 하던 윤봉길은 1931년 겨울 대한민국 임시 정부의 국무령인 김구를 찾아, 독립운동에 몸바칠 각오임을 호소해 그가 주도하는 한인애국단에 가입했다. 김구는 1932년 4월 29일 상하이의 훙커우 공원에서 열리는 일본 천황의 생일연(천장절(天長節))과 상하이 점령 전승 기념 행사를 폭탄으로 공격할 계획을 세웠으며, 협의 끝에 윤봉길이 폭탄을 투척하기로 결의하였다.
당시 폭탄은 폭발물 전문가인 김홍일에 의해 폭탄 투척에 적합한 도시락과 물통으로 위장한 급조폭발물이었는데, 그 까닭은 훙커우 공원에서 열리는 일본 천황의 생일연(천장절(天長節))과 상하이 점령 전승 기념 행사에서 식사는 제공되지 않으므로 일본측에서 이 행사에 참여하는 사람들에게 각자 도시락을 지참시켰는데, 바로 그 허점을 노린 것이었다. 물통은 투척용으로, 도시락은 자결용으로 제작되었다. 혹여 잡혀서 심문을 받지 않고 자결하기 위해서 도시락 모양의 폭탄도 만든 것이다. 폭탄은 두 차례의 실험을 거쳐 완성하였는데, 당시 첫 번째 실험에서 폭탄이 불발되는 바람에, 다시 실험을 시도한 것이었다.

## 사건 과정

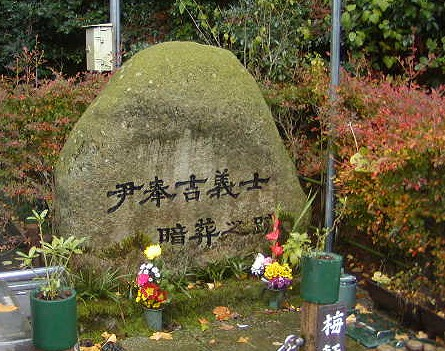
일본 가나자와시에 있는 위령비

### 홍커우 공원 입장
홍커우 공원에는 일본의 주요 인사들이 참석하는 쇼와 천황의 생일인 천장절 행사와 상하이 점령 전승 기념 행사를 하고 있었다. 7시 50분 윤봉길은 삼엄한 감시망을 피해 홍커우 공원으로 도착했고, 최대한 무대 위로 접근하자는 마음에 중국인 경비원이 지키는 문으로 향하였으며, 자신이 유창한 일본어를 구사하여 일본인으로 신분을 위장하였다. 9시 쯤에 시작된 관병식은 11시 즈음에 끝났으며, 11시 20분 쯤에 2부로 상하이 전승 기념식을 거행했다. 중국주둔 일본군 총사령관 시라카와 요시노리가 등장해 열병식이 이어졌다. 천장절 행사가 끝난 뒤에는 외교관과 내빈이 돌아가고 일본인들만 남았다. 일본 상하이교민회가 준비한 상하이 점령 전승 기념 행사를 하기 시작했다.

### 의거
11시 40분에 일본의 국가인 기미가요가 울려 퍼지고 나서, 묵념을 올리는 순간을 노려, 윤봉길이 단상으로 접근해 5m의 근거리에서 물통 폭탄을 투척, 시라카와 대장과 노무라 중장 사이에 떨어져 폭발하였다. 윤봉길은 또 다른 도시락 폭탄으로 자결하려 했으나 불발되어 곧바로 일본 헌병들에게 제압당하였고 일본군 사령부로 끌려갔다. 이 사건으로 총사령관 시라카와 요시노리와 상하이 일본거류민단장 가와바타 사다지가 폭사당했다. 중화민국 공사 시게미쓰 마모루는 오른쪽 다리를 잃었고, 우에다 중장은 왼쪽 다리를 잃었으며, 노무라 중장은 오른쪽 눈을 실명하였다. 이 외에도 많은 주요 인사들이 부상을 입었다.
최초 광경 사진을 찍은 황천 기자는 이후 상황은 찍지 못하고 나중에 어떤 사진가로부터 사진을 받았다고 한다. 그는 '사건이 터졌을때, 다른 신문사들은 아직 행사장에 오지 않았다. 나는 최초의 사진 1장을 촬영하고 난 후 공원부근 지국장의 사택으로 가서 전화로 지국에 제1보를 보냈다. 그래서 그 후의 상황에 대해서는 기록이 없다. 나중에 어떤 사진가로부터 받은 사진을 냈다'고 증언하였다.

### 이후
체포된 윤봉길은 같은 해 5월 28일 상해파견 일본 군법회의에서 사형을 선고 받아 1932년 11월 18일 일제 대양환으로 일본 오사카로 후송되어 20일 오사카 육군 형무소에 수감되었다. 1932년 12월 19일, 가나자와 육군형무소(金澤陸軍刑務所)에서 7시 27분 사형 집행. 정사수가 쏜 총알이 미간에 명중하면서 13분 뒤 사망하였다.

## 영향
이 일은 1932년 4월 29일, 오후 1시경에 전 세계에 뉴스로 보도되기 시작하여, 전 세계 각국 주요신문들이 제 1면에 대대적으로 이를 보도하면서 세계를 놀라게 하였다. 처음 보도되었을 당시에는 대부분 중국인이 일으킨 항일투쟁 내지는 일본인 혁명주의자 활동으로 인식되었으나 이튿날에 한국청년 윤봉길의 항일운동이었음이 밝혀져 보도되었다.
윤봉길 의사의 의거는 만보산 사건으로 인해 나빠진 조선과 중국의 사이를 좋아지도록 한 촉매 노릇을 하여, 중국 영토안에서 조선 사람들의 항일 무장투쟁의 여건이 좋아지게 된 계기가 되었다. 또한, 당시 국민당 총통이었던 장제스는 윤봉길의 훙커우 공원에서의 폭탄 투척 소식을 전해 듣고 "중국의 100만이 넘는 대군도 하지 못한 일을 조선인 청년 윤봉길이 해내다니 정말 대단하다."라며 감탄하였다. 이 일은 장제스가 조선에 관심을 갖고 상하이 대한민국 임시정부를 지원해주는 계기가 되었다. 중일 전쟁으로 인해 중국 정부도 살림살이가 어려웠지만, 충칭으로 이사하는 대한민국 임시정부를 위해 자동차를 지원하는 등 항일 무장투쟁을 위해 연대를 했다고 한다.
안창호는 일본의 배후 소탕과정에서 체포되어 국내로 압송되었다. 예비검속자들의 탄압이 계속되자 김구는 외신을 통해 자신이 지시했음을 밝혔다. 일본은 이봉창의 배후이기도 한 김구를 체포하기 위해 1차로 20만원의 현상금으로 수배했지만, 실패되자 외무성, 조선총독부, 상하이주둔사령부 등과 합작해 현상금을 대폭 올려 현재로 환산하면 198억원에 이르는 60만원에 거금의 현상금으로 수배되었다.

## 사상자

### 사망자
- 시라카와 요시노리 대장 : 상하이 파견군 사령관, 폭탄을 맞고 치명적인 중상을 당해 12번이나 되는 대수술을 받았으나 사건 후 27일만인 5월 26일 사망.
- 가와바타 사다지: 상하이 일본인거류민단 행정위원장, 폭탄을 맞고 창자가 끊어져 수술도중에 사건 후 15시간 반만인 4월 30일 3시 10분 사망.

### 부상자
- 노무라 기치사부로 중장 : 제3함대 사령장관, 폭탄을 맞고 오른쪽 눈을 잃음.
- 우에다 겐키치 중장 : 제9사단장, 폭탄을 맞고 왼쪽 다리를 절단.
- 무라이 쿠라마츠 : 상하이 주재 총영사, 폭탄을 맞고 중상을 당함.
- 시게미쓰 마모루 : 상하이 주재 공사, 폭탄을 맞고 오른쪽 다리를 절단.
- 도모노 모리 : 일본인 거류민단 서기, 폭탄을 맞고 중상을 당함.

## 같이 보기
- 이봉창
- 윤봉길
- 백정기
- 김구

## 참고 문헌
- 신용하. 1995. 윤봉길의 농민운동과 민족독립운동. 한국학보:Vol.21. No.4(P. 102-132). 일지사.